# De broedertwist
De broedertwist (Frans: Le Grand Fossé) is het 25e stripalbum in de stripreeks Asterix. Het is het eerste album dat geheel getekend en geschreven is door enkel Albert Uderzo. Het album verscheen in Vlaanderen aanvankelijk onder de titel De diepe kloof.

## Verhaal
Het verhaal draait om een Gallisch dorp dat door een kloof in twee helften is gesplitst. Elke helft heeft zijn eigen stamhoofd (Tournedix en Segregationix), en de inwoners van de twee helften kunnen totaal niet met elkaar overweg. Enkel één gezin, met een huis dat dwars doormidden is gesneden door de kloof die beide helften van het gezin constant verrast, probeert er het beste van te maken.
Meermaals probeert men toenadering te zoeken met elkaar maar de stamhoofden zijn zo haatdragend jegens elkaar dat het telkens eindigt in een korte slag even buiten het dorp.
Comix, de zoon van Tournedix, en Fanzine, de dochter van Segregationix, hebben in het geheim een oogje op elkaar. Ze roepen de hulp in van Asterix en co. om de broedertwist in hun dorp te verhelpen. Segregationix wordt echter tegen Tournedix opgezet door zijn slechte raadgever, Arsenicumix. Hij belooft in ruil voor Fanzines hand Segregationix tot stamhoofd van beide helften te maken, daarbij zelfs zo ver gaand zich met de Romeinen in te laten en de Tournedixen als slaven aan te bieden, tot ongenoegen van Segregationix, die door de verbolgen Romeinen met zijn deel van de stam gevangen wordt genomen. Enkel met een list weten ze hen te bevrijden, maar de twist raakt niet verholpen. Pas wanneer Arsenicumix Fanzine ontvoert, verenigen beide kampen zich en wordt de twist beslecht door een onderling duel, om uiteindelijk, doodmoe van alle getwist, Comix en Fanzine als stamleiding te erkennen. Beide kemphanen besluiten dan maar met pensioen te gaan, terwijl de kloof tot een rivier om wordt getoverd en een brug gelegd wordt tussen beide oevers. Ook de woonst over de kloof wordt hersteld maar door een schoonheidsfoutje is de deur over de nu meer geworden kloof geplaatst, waardoor men steevast in het water belandt wil men de woonst verlaten. De appels die over de kloof te plukken waren, blijven evenwel nog steeds ergernis voor de eigenaar zorgen. Ook de broeken, die voor de ene verticaal en de anderen horizontaal waren gestreept, worden nu vervangen door rood-wit geblokte patronen.

## Achtergrond
- Dit album is zowel qua verhaal als qua tekenstijl duidelijk anders dan de vorige delen. Dit werd door fans met gemengde reacties ontvangen. Sommigen vonden het een goede zet, maar veel anderen vonden de nieuwe stijl beduidend minder.
- Uderzo heeft lang getwijfeld of hij de reeks zonder Goscinny door zou zetten, en zou naar verluidt het lauwe onthaal op dit album als motivatie hebben gezien om Goscinny's stijl te handhaven in nieuwe verhalen, en blijven af te wegen tegen zijn eigen inspiratie.
- Het dorp dat door een kloof wordt gescheiden, inclusief de arme woning die door de kloof doormidden wordt gesneden, is onder meer[bron?] een referentie aan de Berlijnse Muur.
- Tournedix en Segregationix nemen beroemde poses aan als ze zich voorstellen, inclusief een bijbehorend citaat, zoals Lodewijk XIV en zijn "L'état, c'est moi!".
- Uderzo haalde zijn inspiratie verder bij Romeo en Julia van William Shakespeare en de strijd tussen de Montagues en Capulets. Ook de oorspronkelijke cover van de strip, met op de achtergrond Fanzine op een balkon, met Comix aan de klimop zich optrekkend om een kus te delen, is daarop gebaseerd. In de strip eindigt deze met een onzachte landing bovenop Arsenicumix.
- Fanzine weigert haar vader te gehoorzamen van met Arsenicumix te trouwen en wordt nog liever Vestaalse Maagd, een verwijzing naar hoe men in recentere tijden, indien men niet wilde trouwen 'nog liever non' zou worden.
- De namen zijn verwijzingen:
  - Tournedix: tournedos, een vleesmaaltijd meestal van rundvlees in de vorm van een schijf met een laag vet rondom gebonden. ook "tourne-dos", een term voor iemand die de rug naar iets of iemand keert.
  - Segregationix: segregatie of scheiding, een verwijzing naar een politiek-sociale stroming, die zowel kan verwijzen naar de zin zich af te scheuren of discriminerende regels in te stellen.
  - Comix: comic, de Amerikaanse stripvorm.
  - Fanzine: magazine dat speciaal bedoeld is voor 1 idool, meestal een bepaalde groep, zanger, zangeres of stroming, in de media te brengen voor hun fans.
  - Arsenicumix: arsenicum of arseen, dat een geur als van rottende vis geeft. Arsenicumix zelf wordt voorgesteld als een ziekelijk mannetje met een visachtig uiterlijk (inclusief zijn geschubde tuniek) en wanneer dieren hem ruiken, denken ze dat hij een vis is. Ook bedoeld naar het stereotiepe beeld van een doodgraver in Lucky Luke.
- De piraten doen ook nog eens mee maar worden door de Galliërs (en Comix) snel afgestraft.
- het blokkenpatroon leek sterk op het logo van de Poolse strijdkrachten, maar was vooral[bron?] een verwijzing naar de maanraket van Professor Zonnebloem, uit de albums Raket naar de maan en Mannen op de maan.

## Vernoeming
Rond Disneyland Paris ligt een rondweg met de naam boulevard du Grand-Fossé.